# Vendoire
Vendoire là một xã, nằm ở tỉnh Dordogne vùng Aquitaine của Pháp. Xã này có diện tích 11,65 kilômét vuông, dân số năm 2004 là 151 người. Xã nằm ở khu vực có độ cao trung bình 130 m trên mực nước biển.

## Hành chính
| Danh sách các xã trưởng                |             |             |      |          |
| Giai đoạn                              | Giai đoạn   | Tên         | Đảng | Tư cách  |
| 1995                                   | đương nhiệm | Alain Lucas | UMP  | nông dân |
| Tất cả các dữ liệu trước đây không rõ. |             |             |      |          |

## Thông tin nhân khẩu
| Năm | 1962 | 1968 | 1975 | 1982 | 1990 | 1999 | 2006 |
| --- | ---- | ---- | ---- | ---- | ---- | ---- | ---- |
| Dân số | 236  | 183  | 193  | 176  | 185  | 149  | 151  |
| From the year 1962 on: No double counting—residents of multiple communes (e.g. students and military personnel) are counted only once. |      |      |      |      |      |      |      |